# Villeneuve-lès-Avignon
Pour les articles homonymes, voir Villeneuve, Avignon (homonymie) et île de la Motte.
Villeneuve-lès-Avignon ou Villeneuve-lez-Avignon est une commune française située dans l'est du département du Gard, en région Occitanie. La ville est limitrophe d'Avignon et fait partie du Grand Avignon.
Exposée à un climat méditerranéen, elle est drainée par le Rhône, le bras de Villeneuve et par un autre cours d'eau. La commune possède un patrimoine naturel remarquable : un site Natura 2000 (« le Rhône aval ») et trois zones naturelles d'intérêt écologique, faunistique et floristique.
Villeneuve-lès-Avignon est une commune urbaine qui compte 12 950 habitants en 2022, après avoir connu une forte hausse de la population depuis 1962. Elle est dans l'agglomération avignonaise et fait partie de l'aire d'attraction d'Avignon. Ses habitants sont appelés les Villeneuvois ou  Villeneuvoises.

## Géographie

### Localisation
Anciennement appelée Villeneuve-Saint-André, Villeneuve-lès-Avignon est une ville du Gard bordant le Rhône située en face d'Avignon dont elle fait partie de l'agglomération logique « inter-départementale » (Gard-Vaucluse). Villeneuve et sa voisine Les Angles forment une même agglomération de plus de 20 000 habitants en rive droite dans l'unité urbaine d'Avignon.

### Communes limitrophes
Les communes limitrophes sont Les Angles, Pujaut, Rochefort-du-Gard, Sauveterre, Avignon et Sorgues.
| Pujaut Rochefort-du-Gard | Pujaut                 | Sauveterre Sorgues (Vaucluse) |
| Les Angles               | Villeneuve-lès-Avignon | Avignon (Vaucluse)            |
| Les Angles               | Avignon (Vaucluse)     | Avignon (Vaucluse)            |

### Mont Andaon
Le mont Andaon ou Puy Andaon est une colline dominant la ville de Villeneuve-lès-Avignon. C'était, face au rocher des Doms d'Avignon dont il est le pendant, une position stratégique bordée du côté est par le Rhône et du côté ouest par de fortes pentes, ce qui en faisait un lieu sécurisé. Le Rhône baigna en effet le pied oriental du mont Andaon jusqu'au XVIIIe siècle. Aujourd'hui, le fleuve coule beaucoup plus à l'est de Villeneuve, son lit ayant reculé de quelque huit cents mètres, créant ainsi la riche plaine alluvionnaire de l'abbaye Saint-André.
Plutarque prétend que les Volques Arécomiques avait consacré le puy à leur divinité Stathmos (Station, entrepôt en grec, Statumae en latin), puis avec la romanisation de la région, cette divinité devient Sylvain dieu champêtre.

### Climat
Pour des articles plus généraux, voir Climat de l'Occitanie et Climat du Gard.
En 2010, le climat de la commune est de type climat méditerranéen franc, selon une étude s'appuyant sur une série de données couvrant la période 1971-2000. En 2020, Météo-France publie une typologie des climats de la France métropolitaine dans laquelle la commune est exposée à un climat méditerranéen et est dans la région climatique Provence, Languedoc-Roussillon, caractérisée par une pluviométrie faible en été, un très bon ensoleillement (2 600 h/an), un été chaud (21,5 °C), un air très sec en été, sec en toutes saisons, des vents forts (fréquence de 40 à 50 % de vents > 5 m/s) et peu de brouillards.
Pour la période 1971-2000, la température annuelle moyenne est de 14,5 °C, avec une amplitude thermique annuelle de 18,2 °C. Le cumul annuel moyen de précipitations est de 696 mm, avec 5,5 jours de précipitations en janvier et 2,7 jours en juillet. Pour la période 1991-2020, la température moyenne annuelle observée sur la station météorologique la plus proche, située sur la commune de Pujaut à 5 km à vol d'oiseau, est de 14,6 °C et le cumul annuel moyen de précipitations est de 672,8 mm,. Pour l'avenir, les paramètres climatiques de la commune estimés pour 2050 selon différents scénarios d'émission de gaz à effet de serre sont consultables sur un site dédié publié par Météo-France en novembre 2022.

### Transports en commun
- Villeneuve-lès-Avignon est desservie par le réseau Orizo.
- La gare de Villeneuve-lès-Avignon, située sur la ligne de Givors-Canal à Grezan (ligne de la rive droite du Rhône) est implantée sur la commune. Dans le cadre de la réouverture au service voyageurs de cette même ligne, il est prévu que la gare soit à nouveau desservie par les circulations reliant Nîmes à Avignon et/ou Pont-Saint-Esprit[7].

### Milieux naturels et biodiversité

#### Réseau Natura 2000

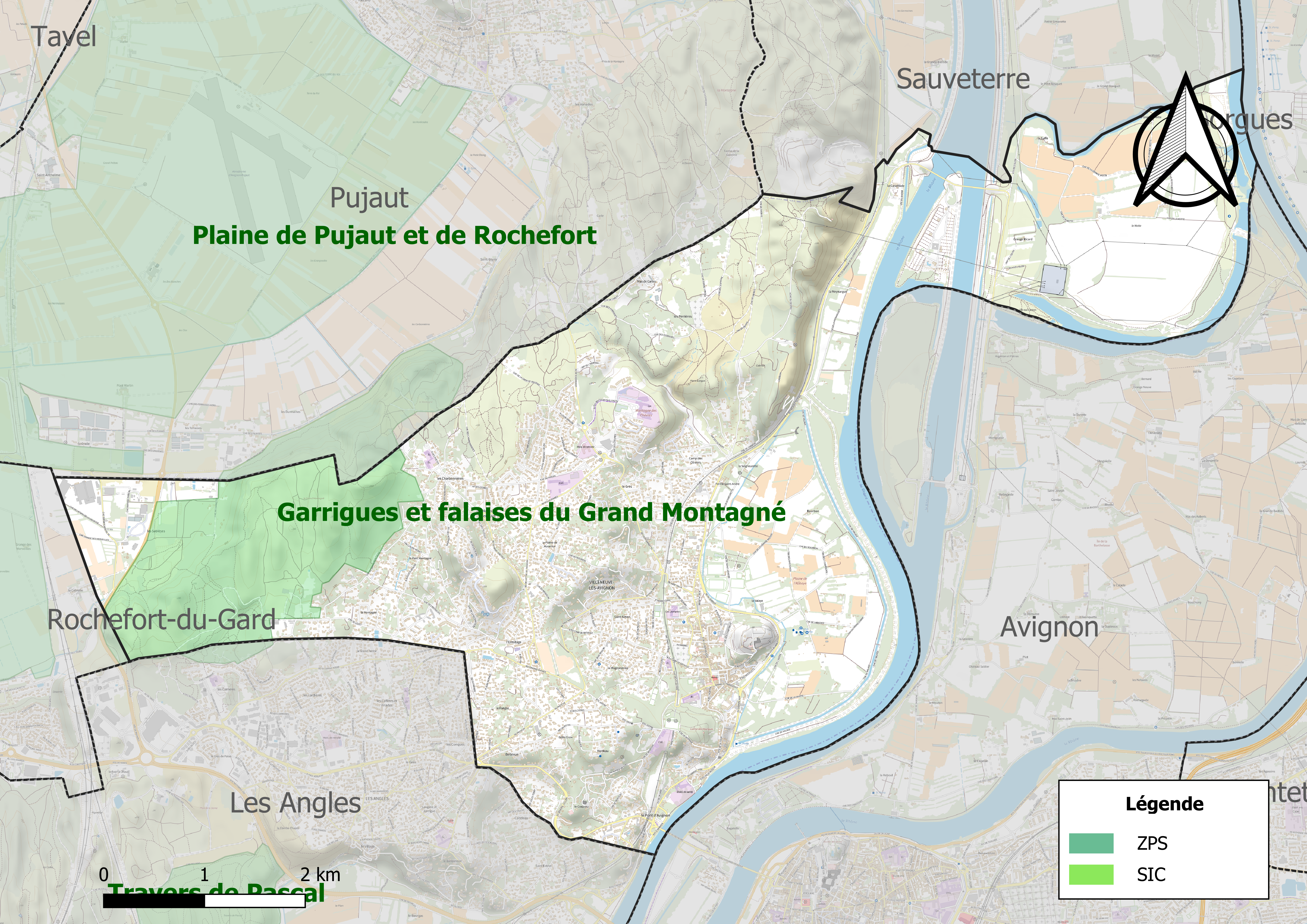
Site Natura 2000 sur le territoire communal.

Le réseau Natura 2000 est un réseau écologique européen de sites naturels d'intérêt écologique élaboré à partir des directives habitats et oiseaux, constitué de zones spéciales de conservation (ZSC) et de zones de protection spéciale (ZPS).
Un site Natura 2000 a été défini sur la commune au titre de la directive habitats : « le Rhône aval », d'une superficie de 12 579 ha0.

#### Zones naturelles d'intérêt écologique, faunistique et floristique
L’inventaire des zones naturelles d'intérêt écologique, faunistique et floristique (ZNIEFF) a pour objectif de réaliser une couverture des zones les plus intéressantes sur le plan écologique, essentiellement dans la perspective d’améliorer la connaissance du patrimoine naturel national et de fournir aux différents décideurs un outil d’aide à la prise en compte de l’environnement dans l’aménagement du territoire.
Une ZNIEFF de type 1 est recensée sur la commune :
les « garrigues et falaises du Grand Montagné » (264 ha), couvrant 4 communes du département et deux ZNIEFF de type 2, : 
- « le Rhône » (3 202 ha), couvrant 27 communes dont 2 dans l'Ardèche, 1 dans les Bouches-du-Rhône, 12 dans le Gard et 12 dans le Vaucluse[13] ;
- « le Rhône et ses canaux » (3 879 ha), couvrant 15 communes du département[14].

Carte des ZNIEFF de type 1 et 2 à Villeneuve-lès-Avignon.
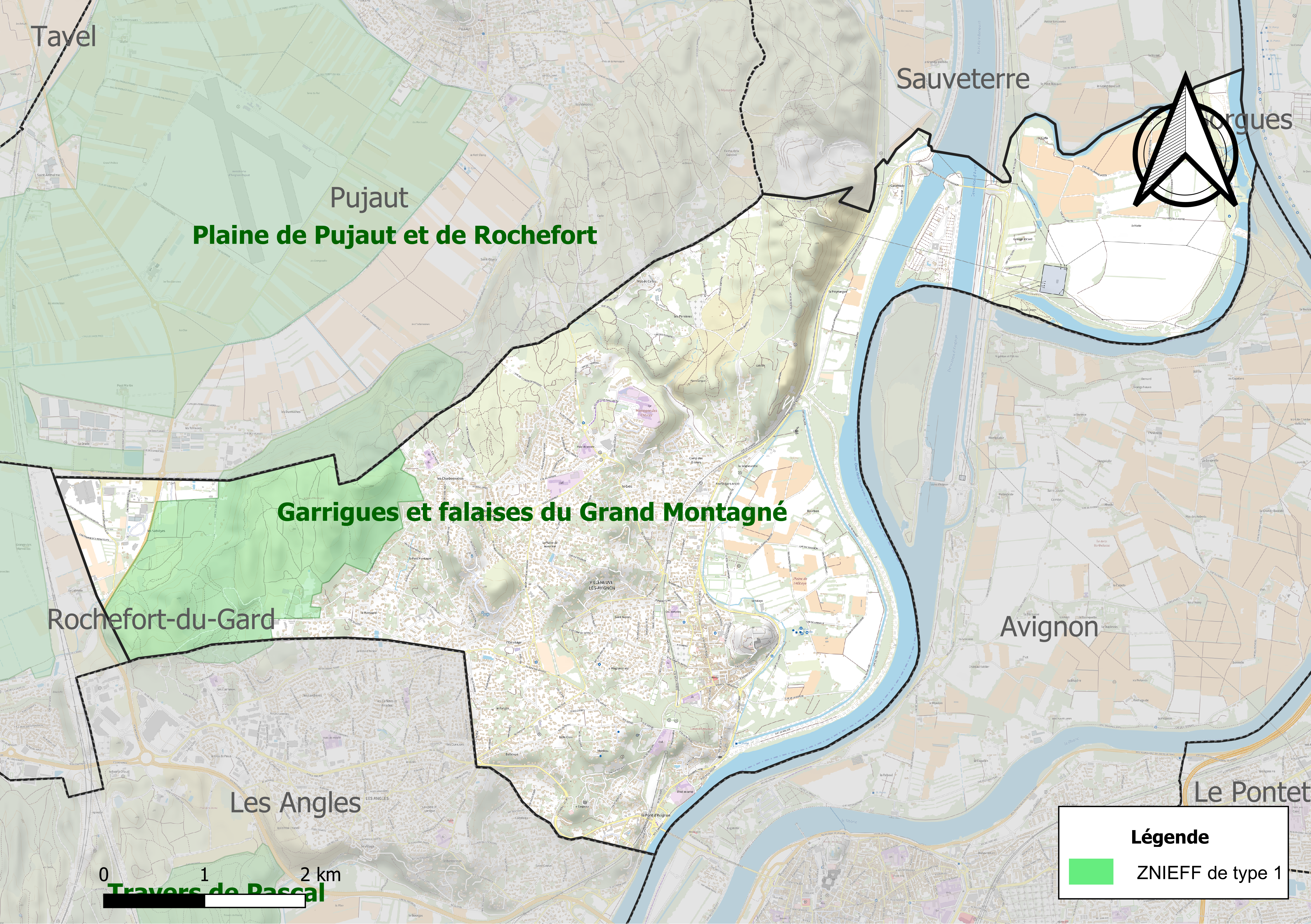
Carte de la ZNIEFF de type 1 sur la commune.
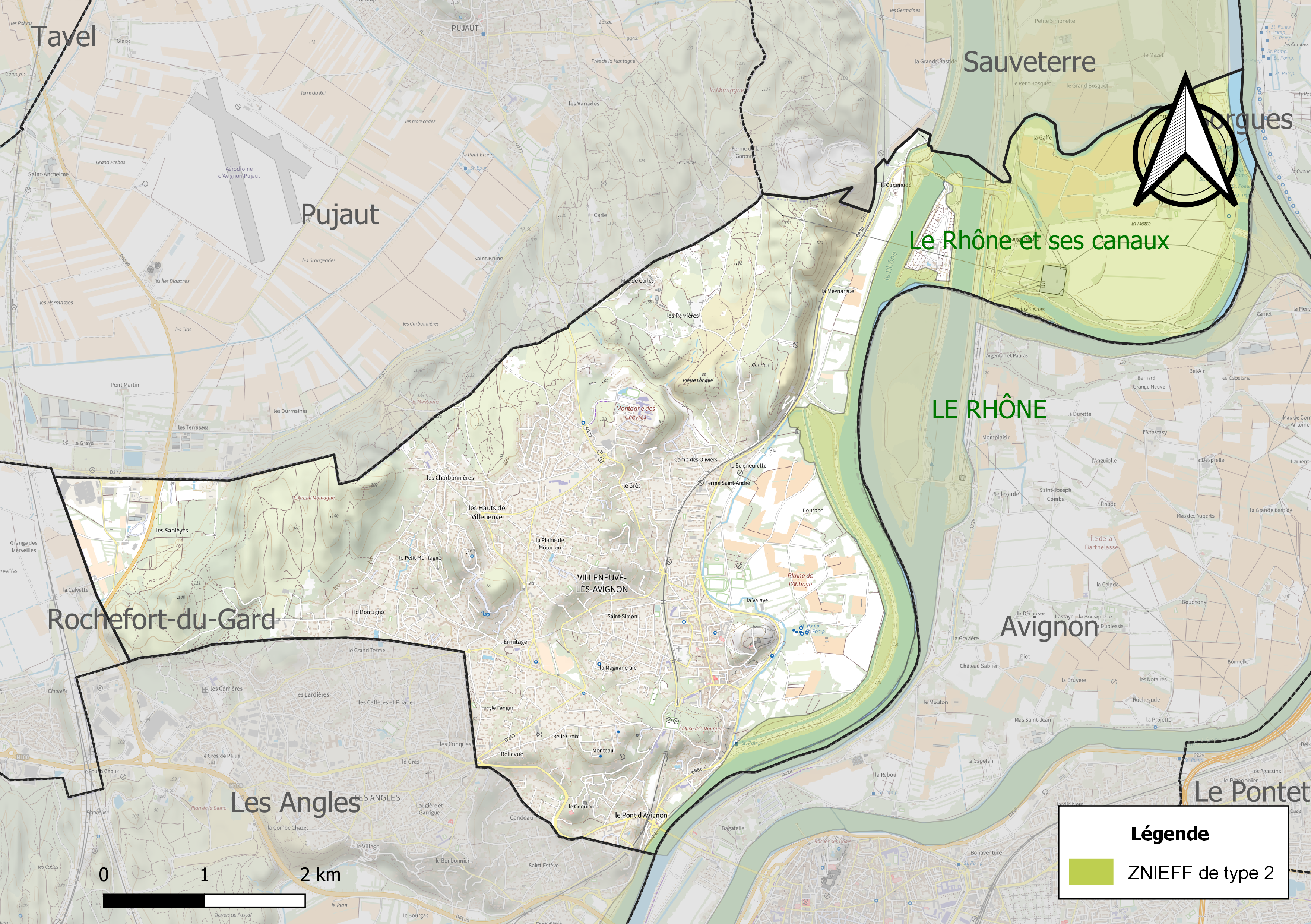
Carte des ZNIEFF de type 2 sur la commune.

## Urbanisme

### Typologie
Au 1er janvier 2024, Villeneuve-lès-Avignon est catégorisée grand centre urbain, selon la nouvelle grille communale de densité à sept niveaux définie par l'Insee en 2022.
Elle appartient à l'unité urbaine d'Avignon, une agglomération inter-régionale regroupant 59  communes, dont elle est une commune de la banlieue,,. Par ailleurs la commune fait partie de l'aire d'attraction d'Avignon, dont elle est une commune du pôle principal,. Cette aire, qui regroupe 48 communes, est catégorisée dans les aires de 200 000 à moins de 700 000 habitants,.

### Occupation des sols

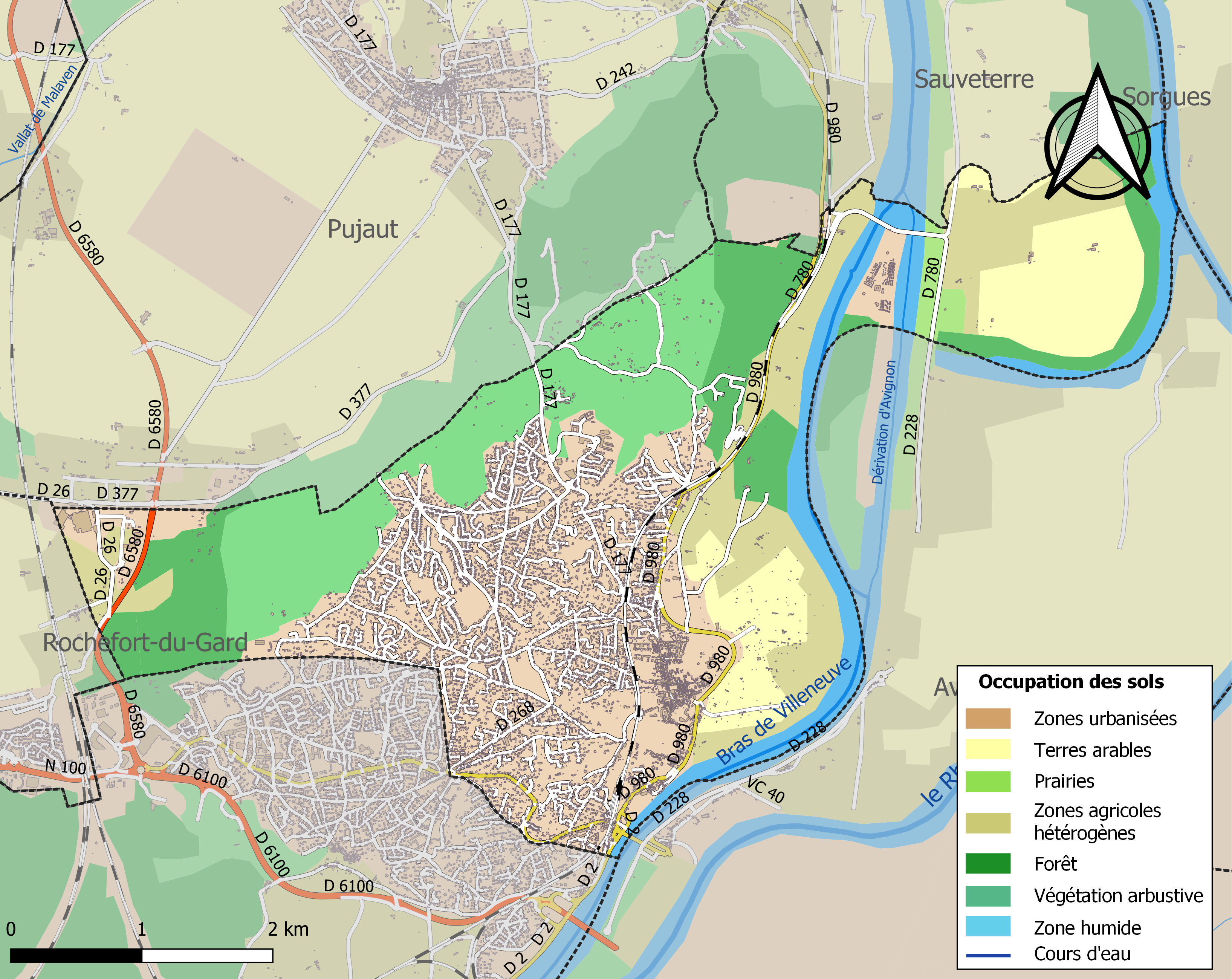
Carte des infrastructures et de l'occupation des sols de la commune en 2018 (CLC).

L'occupation des sols de la commune, telle qu'elle ressort de la base de données européenne d’occupation biophysique des sols Corine Land Cover (CLC), est marquée par l'importance des territoires artificialisés (39,6 % en 2018), en augmentation par rapport à 1990 (34 %). La répartition détaillée en 2018 est la suivante : 
zones urbanisées (36,9 %), milieux à végétation arbustive et/ou herbacée (15,9 %), zones agricoles hétérogènes (13,8 %), forêts (12,4 %), eaux continentales (7 %), terres arables (6,2 %), cultures permanentes (4,2 %), zones industrielles ou commerciales et réseaux de communication (2,5 %), prairies (1,1 %), mines, décharges et chantiers (0,1 %). L'évolution de l’occupation des sols de la commune et de ses infrastructures peut être observée sur les différentes représentations cartographiques du territoire : la carte de Cassini (XVIIIe siècle), la carte d'état-major (1820-1866) et les cartes ou photos aériennes de l'IGN pour la période actuelle (1950 à aujourd'hui).

### Risques majeurs
Le territoire de la commune de Villeneuve-lès-Avignon est vulnérable à différents aléas naturels : météorologiques (tempête, orage, neige, grand froid, canicule ou sécheresse), inondations, feux de forêts et séisme (sismicité modérée). Il est également exposé à trois risques technologiques, le transport de matières dangereuses et  le risque industriel et la rupture d'un barrage. Un site publié par le BRGM permet d'évaluer simplement et rapidement les risques d'un bien localisé soit par son adresse soit par le numéro de sa parcelle.

#### Risques naturels
La commune fait partie du territoire à risques importants d'inondation (TRI) d'Avignon – plaine du Tricastin – Basse vallée de la Durance, regroupant 90 communes du bassin de vie d'Avignon, Orange et de la basse vallée de la Durance, un des 31 TRI qui ont été arrêtés fin 2012 sur le bassin Rhône-Méditerranée. Il a été retenu au regard des risques de débordements du Rhône, de la Durance, de la Cèze, du Lez (84), de l'Ardèche, de l'Eygues, du Rieu (Foyro), de la Meyne, de l'Ouvèze, des Sorgues, des rivières du Sud-Ouest du mont Ventoux, de la Nesque, du Calavon et de l'Èze. Les crues récentes significatives sont celles d'octobre 1993 (Rhône-Lez), de janvier et novembre 1994 (Rhône, Durance, Calavon, Ouvèze), de décembre 1997, de  novembre 2000, de mai 2008 (Durance), de décembre 2003 (Rhône, Calavon), de septembre 1992 (Ouvèze), de septembre 2002 et de 2003 (Aygue, Rieu Foyro), de septembre 1958, de septembre 1992 (Ardèche), de septembre 1993 (Èze). Des cartes des surfaces inondables ont été établies pour trois scénarios : fréquent (crue de temps de retour de 10 ans à 30 ans), moyen (temps de retour de 100 ans à 300 ans) et extrême (temps de retour de l'ordre de 1 000 ans, qui met en défaut tout système de protection),. La commune a été reconnue en état de catastrophe naturelle au titre des dommages causés par les inondations et coulées de boue survenues en 1982, 1986, 1987, 1991, 1993, 1994, 2002, 2003, 2004, 2010, 2011 et 2021,.

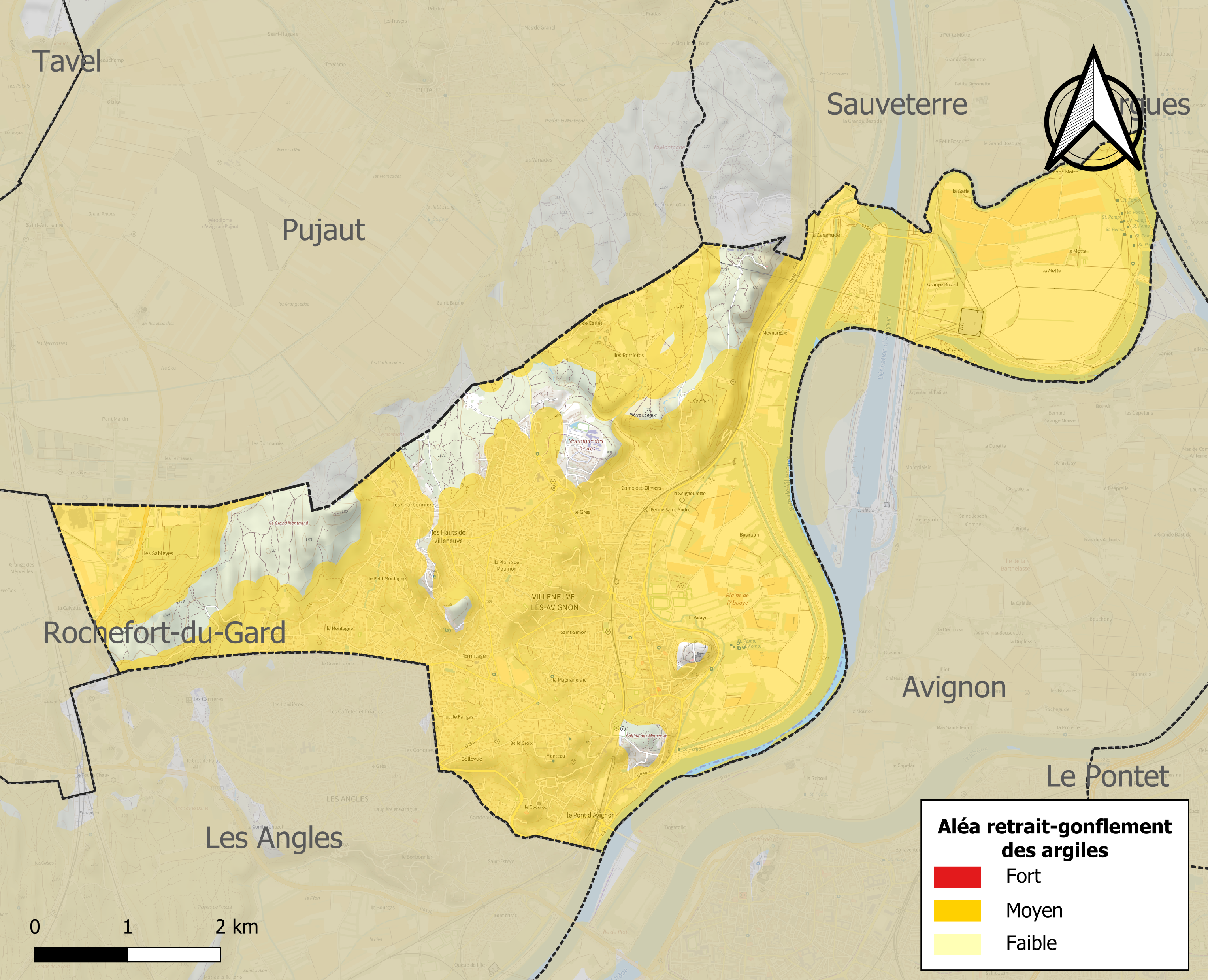
Carte des zones d'aléa retrait-gonflement des sols argileux de Villeneuve-lès-Avignon.

Le retrait-gonflement des sols argileux est susceptible d'engendrer des dommages importants aux bâtiments en cas d’alternance de périodes de sécheresse et de pluie. 86,7 % de la superficie communale est en aléa moyen ou fort (67,5 % au niveau départemental et 48,5 % au niveau national). Sur les 4 565 bâtiments dénombrés sur la commune en 2019, 4158 sont en aléa moyen ou fort, soit 91 %, à comparer aux 90 % au niveau départemental et 54 % au niveau national. Une cartographie de l'exposition du territoire national au retrait gonflement des sols argileux est disponible sur le site du BRGM,.
Par ailleurs, afin de mieux appréhender le risque d’affaissement de terrain, l'inventaire national des cavités souterraines permet de localiser celles situées sur la commune.

#### Risques technologiques
La commune est exposée au risque industriel du fait de la présence sur son territoire d'une entreprise soumise à la directive européenne SEVESO.
Le risque de transport de matières dangereuses sur la commune est lié à sa traversée par des infrastructures routières ou ferroviaires importantes ou la présence d'une canalisation de transport d'hydrocarbures. Un accident se produisant sur de telles infrastructures est en effet susceptible d’avoir des effets graves au bâti ou aux personnes jusqu’à 350 m, selon la nature du matériau transporté. Des dispositions d’urbanisme peuvent être préconisées en conséquence.
La commune est en outre située en aval des barrages de Sainte-Croix et de Serre-Ponçon, deux ouvrages de classe A. À ce titre elle est susceptible d’être touchée par l’onde de submersion consécutive à la rupture d'un de ces ouvrages.

## Toponymie

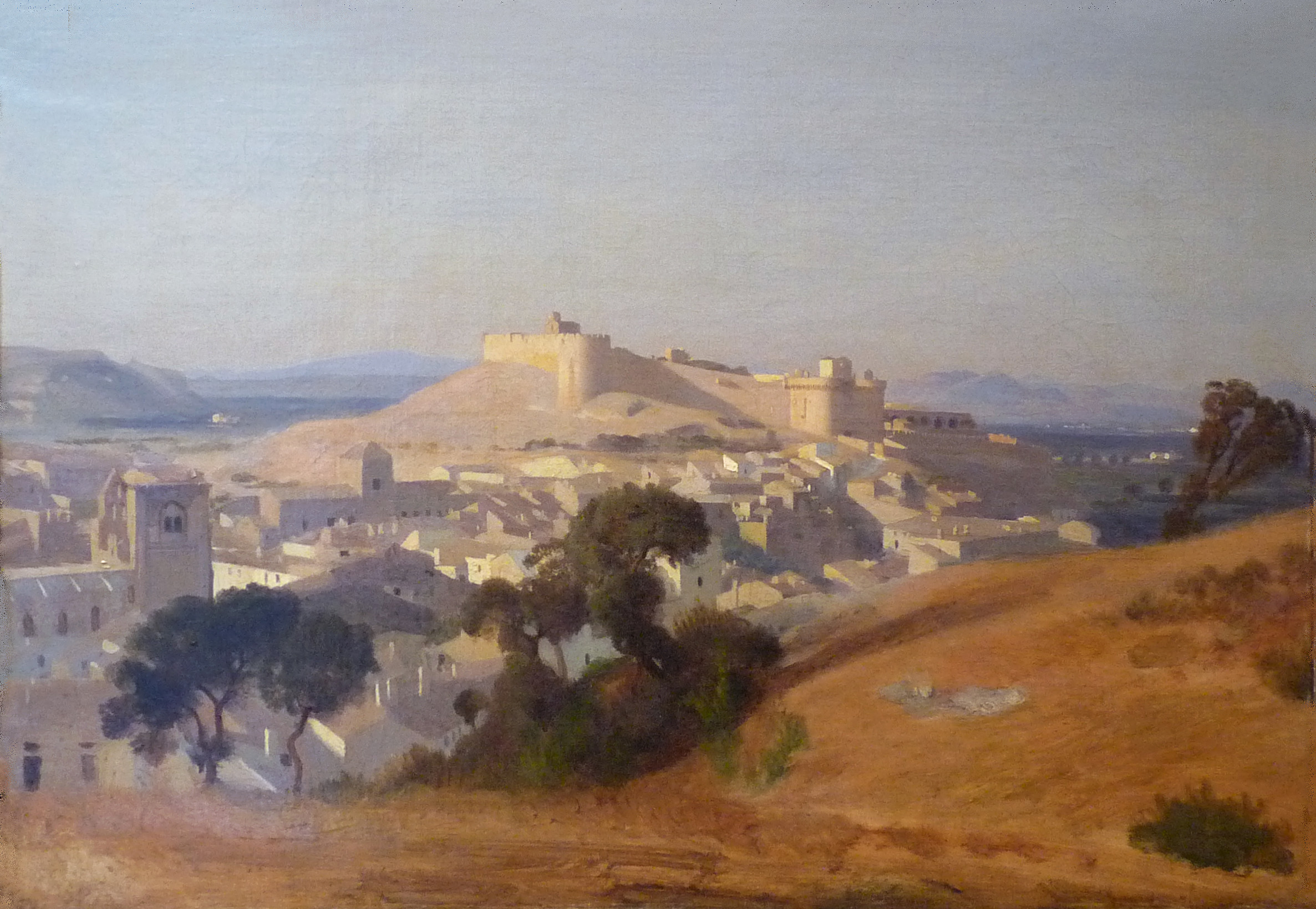
Prosper Marilhat : Villeneuve-lès-Avignon, le fort Saint-André, 1836.

En occitan provençal, le nom est Vilanòva d'Avinhon selon la norme classique ou Vilo-Novo d'Avignoun selon la norme mistralienne.
La graphie officielle, telle que retenue par le Code officiel géographique de l’INSEE, est Villeneuve-lès-Avignon. Toutefois, la graphie alternative Villeneuve lez Avignon (sans traits d’union — ce qui est une faute typographique — et avec un z à lez) est utilisée au niveau local, par exemple dans tous les documents officiels de la Ville ainsi que sur son site web.
On trouve donc :
- soit la graphie officielle de l'INSEE : Villeneuve-lès-Avignon, avec traits d’union et accent grave, lès signifiant « proche de », « à côté de ». En l'occurrence, Avignon se trouve juste sur la rive opposée du Rhône ;
- soit la graphie locale : Villeneuve lez Avignon, avec un z, sans accent ni tirets : c'est cette graphie qui a été retenue officiellement par la municipalité du docteur Paul Gache dans les années 1970 pour

- 1. la première car il s'agit d'une autre orthographe venant du vieux français ; « ez » ou « lez » (comme « ès » ou « lès ») signifiant « en », « dans ».
  2. la deuxième parce qu'en écrivant « lez », on supprime « les »  qui induit un mot au pluriel, on évite ainsi la tentation de voir « Avignon » affublé d'un « s » final ;
  3. la troisième est liée à l'informatique et aux langues étrangères : les claviers QWERTY n'ont pas de « e » accentué, de nombreuses langues n'utilisent pas les accents, et les lettres capitales accentuées ne sont pas directement disponibles, quel que soit le clavier. Choisir cette nouvelle graphie choisie par la municipalité évite l'apparition de nouvelles orthographes.

Il conviendrait de ce fait, conformément aux deux premières raisons invoquées, de prononcer « lez » en  [lɛts] ou [lɛs], comme cela a été longtemps le cas.
Pour le moment, la municipalité n'a pas demandé de modification de l’orthographe au COG.
Dans les publications régionales, c’est cependant l’orthographe officielle qui est retenue, ainsi que très largement sur Internet.
L'éminence dominant le Rhône sur laquelle l’abbaye Saint-André et le village se sont construits est appelée le mont Andaon. L'hypothèse la plus courante attribue une valeur à la fois hydronymique et oronymique à ce nom (c'est-à-dire un nom qui se rapporte à la fois à l'eau et au relief), mais sans certitude aucune.

## Histoire

### Héraldique
Les armes de la ville sont : parti, en 1 d’azur à trois fleurs de lys, qui est de France ; en deux, de gueules à un sautoir d’or, qui est de l'abbaye Saint-André, les deux co-seigneurs de la ville depuis l'acte de paréage de 1292.

### Préhistoire
Les plus anciennes traces anthropiques datent de la fin du Néolithique : ce sont des habitations et des sépultures retrouvées au quartier du Polygone, de la colline du Cabrion. Aux Angles, le rocher de la Justice a servi à l’installation d’un oppidum au chalcolithique, oppidum réorganisé durant la protohistoire ; d’autres découvertes remontant à la même époque ont été faites sur le territoire de la commune et aux environs. Le mont Andaon a été occupé également à la protohistoire, mais son usage comme oppidum est toutefois incertain : il est en effet vaste et accessible facilement à l’ouest et au sud, et sa fortification aurait demandé beaucoup d’efforts à une population nombreuse. De plus, aucune découverte archéologique depuis 1873 ne vient à l’appui de cette hypothèse.

### Antiquité
Un sanctuaire du dieu Sylvain est construit sur le mont Andaon, peut-être par la confrérie des carriers. Quelques tombes ont également été retrouvées, mais il apparaît que le territoire de la commune est peu habité au début de l’ère chrétienne.
Les découvertes sont plus nombreuses pour les siècles suivants : de nombreuses tombes des IIIe-VIe siècles ont été découvertes. Il est possible que les très nombreuses tombes des Ve et VIe siècles soient celles d'Avignonnais qui franchissaient le fleuve pour se faire enterrer, choix qui aurait pu être facilité par la construction d’un pont de bois autour de l’an 400.

### Moyen Âge
Sur le mont Andaon, une nécropole chrétienne se développe autour de la tombe de Casarie, dans une grotte. À son décès le 8 décembre 586, son époux Valens appose une épitaphe sur sa tombe. Ce texte gravé sur une plaque de marbre (conservé dans la collégiale de Villeneuve) est à l'origine de la tradition selon laquelle Casarie est l'épouse d'un évêque d'Avignon, qui s'est retirée en ermite au sommet du mont Andaon, suivant le modèle de sainte Marie-Madeleine. Face à la vénération dont est l'objet la tombe, l'évêque d'Avignon appelle une communauté bénédictine afin d'encadrer le culte naissant. Avant 980, l’abbaye saint-André est fondée sur le mont Andaon, avant d’être approuvée par bulle papale en janvier 999. À l’époque, la colline et ses environs ne sont occupés que par quelques maisons et fermes isolées. Un village se développe autour de l’abbaye au XIe siècle, sous le nom de bourg Saint-André.
Après 1181 et avant 1200, une muraille est construite autour du village, qui devient un castrum, probablement en liaison avec la construction du pont sur le Rhône (achevé en 1185),, les habitants de Saint-André voulant se protéger des Avignonnais. C’est probablement également à cette date que l’abbé donne son autonomie au village et affranchit une partie au moins de ses serfs. Cependant, le bourg Saint-André est annexé par la commune d’Avignon au début du XIIIe siècle, et en 1210, le comte de Provence Raymond V confirme cette annexion. Malgré une révolte des habitants de Saint-André en 1213, cette domination des Avignonnais est à nouveau confirmée en 1222. En 1226, l’armée du roi de France assiège Avignon, dans le cadre de la croisade des Albigeois.
En 1226, le roi de France Louis VIII en lutte contre le comte de Toulouse, arrive avec son armée devant Avignon. Avignon demeure fidèle au comte et refuse le passage de l'armée royale. Pendant les trois mois que dure le siège, le roi est l'hôte de l'abbé de Saint-André, qui va lui proposer de signer un traité de paréage. Ce traité place la seigneurie de Saint-André sous la protection du roi de France. Les termes de ce traité ne seront en fait jamais appliqués. À la fin du XIIIe siècle, des changements géopolitiques vont avoir des conséquences sur la rive droite du Rhône. Le roi de France Philippe IV le Bel, qui a hérité la moitié de la seigneurie d'Avignon, l'échange avec son cousin le roi de Naples, autre co-seigneur de la ville. Le roi de France perd le contrôle de la rive gauche du fleuve, il doit alors prendre le contrôle de la rive droite.
Le 11 juillet 1292, un nouveau traité de paréage est signé, qui prévoit :
- la construction de deux forteresses royales ;
- le partage entre l’abbé et le roi de tous les revenus de la seigneurie de Saint-André et de la terre royale de Tavel ;
- la haute-justice revient entièrement au roi ;
- le sceau est désormais commun (d’où les armes actuelles de la ville) ;

La construction d'une forteresse à l'entrée du pont débute aussitôt. Le contrôle de l'accès du pont est le véritable enjeu, économique et stratégique, de ce traité. En construisant la Grosse Tour du Bout du Pont (aujourd'hui tour Philippe-le-Bel), le roi annexe la totalité du pont et s'en attribue d'autorité les revenus. Malgré les protestations des Avignonnais, l'état de fait et la loi du plus fort l'emportent.
Afin de favoriser le développement économique de la co-seigneurie, une bastide royale est fondée en mars 1293 sur les rives du Rhône portant le nom de Ville Neuve-Saint-André-près-d'Avignon. Dotée de nombreux privilèges afin d'en favoriser le peuplement, la ville neuve devait sans doute, dans l'esprit du roi de France, concurrencer et surclasser Avignon sa rivale. Un évènement tout à fait imprévu allait bouleverser ses plans et réorienter le destin de la ville.
L'installation en 1316 à Avignon de la papauté a d'énormes conséquences sur la ville naissante qui va recevoir les villégiatures des cardinaux et des souverains pontifes. Quatorze palais sont construits à Villeneuve, dont l'emprise des domaines marque aujourd'hui encore la physionomie de la cité. Certains sont des manoirs de campagne (palais de Montaut, de Montolivet) construits dans les collines, d'autres sont des palais urbains (palais de Via, du Pouget, de Canilhac, de Thurry) élevés à la lisière de la ville neuve.
Suivra plus tard la construction de la seconde forteresse royale prévue par le traité de 1292, le fort Saint-André, sur le mont Andaon, pour protéger l'abbaye et le Bourg Saint-André des bandes de routiers lors de la Guerre de Cent Ans et pour fortifier la frontière du royaume.
En 1356, fondation par le pape Innocent VI de la Chartreuse de Villeneuve-lès-Avignon, qui deviendra l'une des plus vastes et riches d'Europe. En 1649, un projet de portail monumental envisagé quatre ans plus tôt pour la Chartreuse, est finalement réalisé, par l’architecte François de Royers de la Valfenière. En 1660, Louis XIV le franchira en grand cérémonial lorsqu'il viendra en visite à la Chartreuse accompagné d'une nombreuse suite.
Au XIVe siècle, le pouvoir de l’abbé continue de décroître, jusqu’à la révolte en 1388 des habitants de Villeneuve, qui refusent de prêter serment de fidélité à leur abbé toujours absent.
En novembre 1461, par ses lettres patentes, Louis XI confirma les privilèges de Saint-André-lèz-Avignon.

### Période moderne

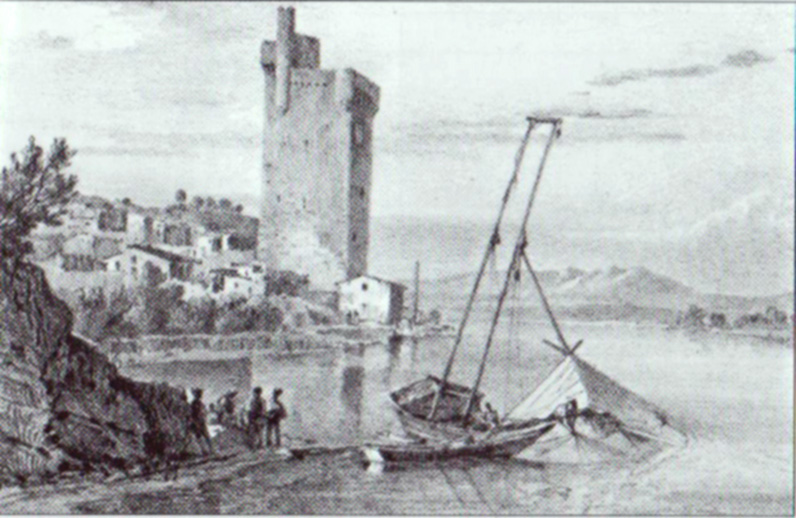
Barque de pêche au carrelet.

Au XVIIe siècle, la pêche sur les rives du Rhône se faisait au carrelet avec un système de filet à balance. Les patrons pêcheurs se plaçaient en aval des moulins à bateaux généralement installés au pied de la tour Philippe-le-Bel ce qui leur permettait, dans le courant, de capturer facilement les poissons attirés par la farine échappée du moulin.

### Période contemporaine
La Révolution a été une période relativement calme à Villeneuve où ont trouvé refuge de nombreux avignonnais et comtadins cherchant à échapper à la guerre civile qui ensanglantait les états pontificaux. Toutefois cette période a été une rupture radicale dans l'histoire de la cité. Privée d'un coup de ses privilèges de ville royale et de ses riches maisons religieuses, elle se retrouve réduite au rang de chef-lieu de canton.
La population composée de petits commerçants, d'artisans et d'agriculteur est à la merci des crues du Rhône, des maladies du ver à soie et de la disparition de la garance.
Les municipalités successives doivent lutter contre les prétentions territoriales d'Avignon (la vaste et fertile île de la Barthelasse est transférée en 1852 du territoire de Villeneuve à celui d'Avignon), l'ensablement du port qui entraînera en 1855 le déplacement de la foire de la Saint-André de Villeneuve à Avignon.
La création d'un pont en 1820 puis l'arrivée du train va favoriser les échanges et stimuler l'économie : une agriculture prospère, un réseau dense de petites fabriques font de Villeneuve une bourgade débordant d'activité. Ses trésors artistiques attirent de nombreux esthètes, artistes, peintres et écrivains.

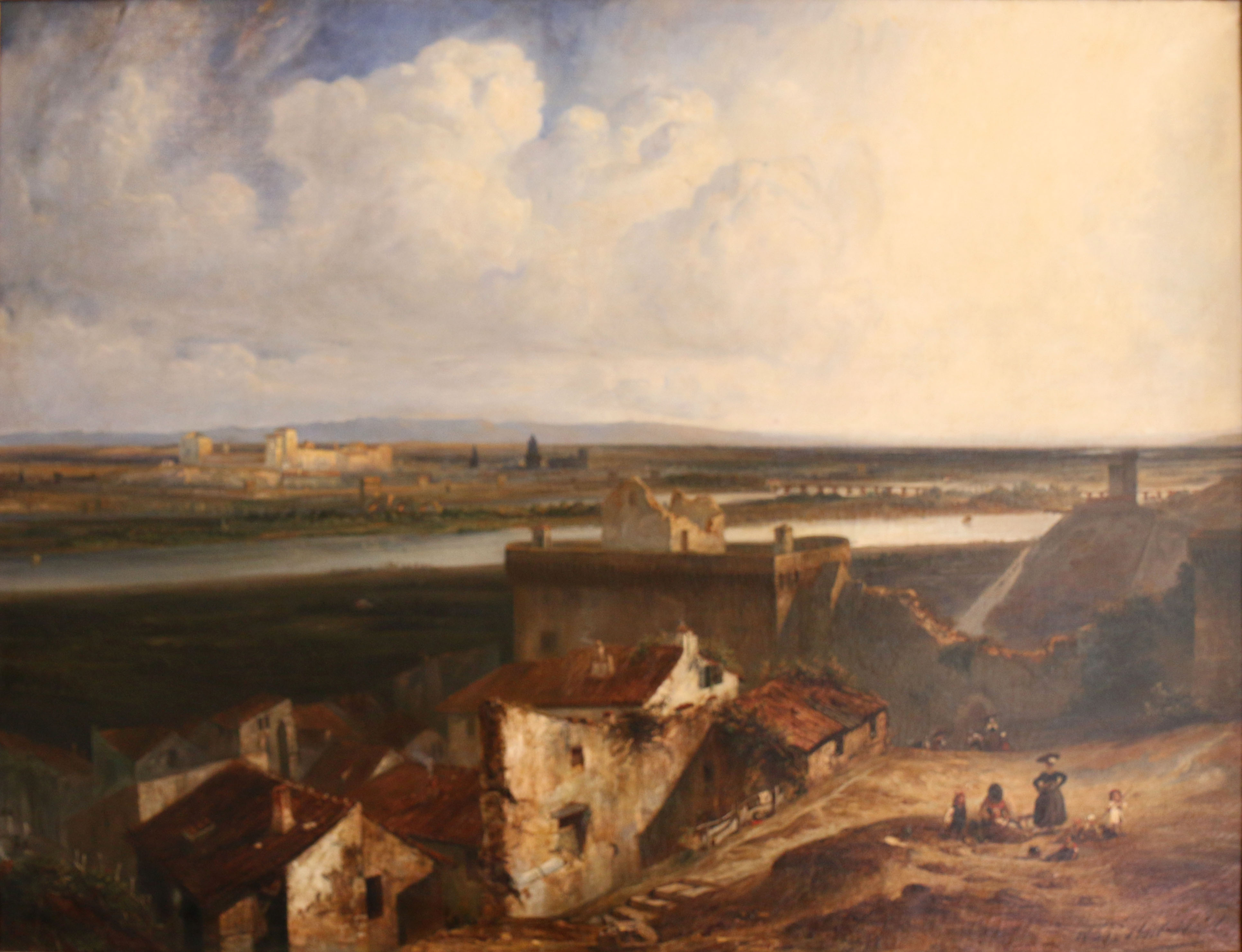
Vue générale d'Avignon et de Villeneuve-lès-Avignon, prise de l'intérieur du fort Saint-André
Paul Huet 1834
musée de Cahors

Le peintre paysagiste Paul Huet, de retour d'Auvergne, d’après son carnet de voyage, arrive à Villeneuve-lès-Avignon le 23 septembre 1833, et y repasse le 12 octobre. Il réalise une aquarelle conservée au  Musée du Louvre : Vue de Villeneuve-lès-Avignon qui représente un groupe de maisons à l’intérieur de l’enceinte du Fort Saint-André, adossées à la porte fortifiée. À droite se devine la ville d’Avignon de l’autre côté du Rhône. Il utilise cette étude pour réaliser un tableau présenté au Salon de 1834, dans une perspective plus large Vue générale d'Avignon et de Villeneuve-lès-Avignon, prise de l'intérieur du fort Saint-André, aujourd’hui conservé au musée de Cahors. La ville sera ensuite le sujet privilégié des peintres de l'École d'Avignon du début du XXe siècle.
Comme les cardinaux du XIVe siècle, les familles de la bourgeoisie avignonnaise établissent leurs villégiatures dans les collines de Montaut, où ils jouissent de la plus belle vue qui soit sur Avignon, tandis que les classes moyennes apprécient la tranquillité de leurs mazets de Candau. De nombreuses auberges et guinguettes participent à cet art de vivre.

## Politique et administration
En 2009, la commune de Villeneuve-lès-Avignon a été récompensée par le label « Ville Fleurie deux fleurs ».
En 2010, la commune de Villeneuve-lès-Avignon a été récompensée par le label « Ville Internet @@@ ».
En 2014, la commune de Villeneuve-lès-Avignon est récompensée par le label " Ville Fleurie trois fleurs ".

### Tendances politiques et résultats
Villeneuve-lès-Avignon semble être une ville ancrée à droite depuis une vingtaine d'années.

### Liste des maires
| Période     | Période  | Identité              | Étiquette         | Qualité                                                                                      |
| ----------- | -------- | --------------------- | ----------------- | -------------------------------------------------------------------------------------------- |
| 1935        | 1940     | Xavier Maurice Izorce | Indépendant       | Adjoint Municipal en 1935 puis Maire de 1935 à 1944                                          |
| 1940        | 1944     | Aimé Flayol           | Indépendant       | Maire de 1940 à 1944                                                                         |
| 1959        | 1971     | Jean Sagnes           | SFIO              | Directeur d'école. Conseiller général (1945-1976)                                            |
| 1977        | 1989     | Paul Gache            | app. UDR puis UDF | Médecin généraliste. Conseiller général (1976-1988)                                          |
| 1989        | 1995     | Aimé Montal           | PS                | Conseiller général (1988-1994)                                                               |
| juin 1995   | mai 2020 | Jean-Marc Roubaud     | UMP puis LR       | Député (2002-2012) Président de la communauté d'agglomération du Grand Avignon (2014 → 2019) |
| 27 mai 2020 | En cours | Pascale Bories        | LR                | Sénatrice (2017-2020) Conseillère départementale (2015-)                                     |

### Canton
Villeneuve-lès-Avignon est éponyme et chef-lieu du canton de Villeneuve-lès-Avignon, dont le conseiller général est Jean-Louis Banino (maire des Angles).

## Démographie
L'évolution du nombre d'habitants est connue à travers les recensements de la population effectués dans la commune depuis 1793. Pour les communes de plus de 10 000 habitants les recensements ont lieu chaque année à la suite d'une enquête par sondage auprès d'un échantillon d'adresses représentant 8 % de leurs logements, contrairement aux autres communes qui ont un recensement réel tous les cinq ans,.

En 2022, la commune comptait 12 950 habitants, en évolution de +8,81 % par rapport à 2016 (Gard : +2,97 %, France hors Mayotte : +2,11 %).
| 1793  | 1800  | 1806  | 1821  | 1831  | 1836  | 1841  | 1846  | 1851  |
| ----- | ----- | ----- | ----- | ----- | ----- | ----- | ----- | ----- |
| 3 300 | 3 297 | 3 279 | 3 232 | 3 564 | 3 633 | 3 671 | 3 723 | 3 733 |

| 1856  | 1861  | 1866  | 1872  | 1876  | 1881  | 1886  | 1891  | 1896  |
| ----- | ----- | ----- | ----- | ----- | ----- | ----- | ----- | ----- |
| 3 252 | 3 162 | 3 067 | 2 730 | 2 910 | 2 630 | 2 644 | 2 622 | 2 735 |

| 1901  | 1906  | 1911  | 1921  | 1926  | 1931  | 1936  | 1946  | 1954  |
| ----- | ----- | ----- | ----- | ----- | ----- | ----- | ----- | ----- |
| 2 922 | 2 890 | 2 709 | 2 561 | 3 035 | 3 635 | 3 740 | 4 399 | 5 157 |

| 1962  | 1968  | 1975  | 1982  | 1990   | 1999   | 2006   | 2011   | 2016   |
| ----- | ----- | ----- | ----- | ------ | ------ | ------ | ------ | ------ |
| 6 422 | 6 977 | 8 540 | 9 282 | 10 730 | 11 791 | 12 471 | 12 266 | 11 901 |

| 2021   | 2022   | - | - | - | - | - | - | - |
| ------ | ------ | - | - | - | - | - | - | - |
| 12 617 | 12 950 | - | - | - | - | - | - | - |

## Économie

### Revenus
En 2018  (données Insee publiées en septembre 2021), la commune compte 5 751 ménages fiscaux, regroupant 12 232 personnes. La médiane du revenu disponible par unité de consommation est de 26 500 € (20 020 € dans le département). 63 % des ménages fiscaux sont imposés (43,9 % dans le département).

### Emploi
|                | 2008   | 2013  | 2018  |
| -------------- | ------ | ----- | ----- |
| Commune        | 7 %    | 7,9 % | 7,2 % |
| Département    | 10,6 % | 12 %  | 12 %  |
| France entière | 8,3 %  | 10 %  | 10 %  |

En 2018, la population âgée de 15 à 64 ans s'élève à 6 747 personnes, parmi lesquelles on compte 74,4 % d'actifs (67,2 % ayant un emploi et 7,2 % de chômeurs) et 25,6 % d'inactifs,. Depuis 2008, le taux de chômage communal (au sens du recensement) des 15-64 ans est inférieur à celui de la France et du département.
La commune fait partie du pôle principal de l'aire d'attraction d'Avignon,. Elle compte 3 050 emplois en 2018, contre 2 958 en 2013 et 2 882 en 2008. Le nombre d'actifs ayant un emploi résidant dans la commune est de 4 702, soit un indicateur de concentration d'emploi de 64,9 % et un taux d'activité parmi les 15 ans ou plus de 51,3 %.
Sur ces 4 702 actifs de 15 ans ou plus ayant un emploi, 1 228 travaillent dans la commune, soit 26 % des habitants. Pour se rendre au travail, 79,8 % des habitants utilisent un véhicule personnel ou de fonction à quatre roues, 6 % les transports en commun, 9,4 % s'y rendent en deux-roues, à vélo ou à pied et 4,8 % n'ont pas besoin de transport (travail au domicile).

### Activités hors agriculture

#### Secteurs d'activités
1 202 établissements sont implantés  à Villeneuve-lès-Avignon au 31 décembre 2019. Le tableau ci-dessous en détaille le nombre par secteur d'activité et compare les ratios avec ceux du département,.
| Secteur d'activité                                                                                        | Commune | Commune | Département |
| Secteur d'activité                                                                                        | Nombre  | %       | %           |
| --- | ------- | ------- | ----------- |
| Ensemble                                                                                                  | 1 202   | 100 %   | (100 %)     |
| Industrie manufacturière, industries extractives et autres                                                | 53      | 4,4 %   | (7,9 %)     |
| Construction                                                                                              | 108     | 9 %     | (15,5 %)    |
| Commerce de gros et de détail, transports, hébergement et restauration                                    | 287     | 23,9 %  | (30 %)      |
| Information et communication                                                                              | 43      | 3,6 %   | (2,2 %)     |
| Activités financières et d'assurance                                                                      | 60      | 5 %     | (3 %)       |
| Activités immobilières                                                                                    | 53      | 4,4 %   | (4,1 %)     |
| Activités spécialisées, scientifiques et techniques et activités de services administratifs et de soutien | 277     | 23 %    | (14,9 %)    |
| Administration publique, enseignement, santé humaine et action sociale                                    | 206     | 17,1 %  | (13,5 %)    |
| Autres activités de services                                                                              | 115     | 9,6 %   | (8,8 %)     |

Le secteur du commerce de gros et de détail, des transports, de l'hébergement et de la restauration est prépondérant sur la commune puisqu'il représente 23,9 % du nombre total d'établissements de la commune (287 sur les 1202 entreprises implantées  à Villeneuve-lès-Avignon), contre 30 % au niveau départemental.

#### Entreprises et commerces
Les cinq entreprises ayant leur siège social sur le territoire communal qui génèrent le plus de chiffre d'affaires en 2020 sont : 
- Clinique Belle Rive, activités hospitalières (9 219 k€) ;
- BC Alès, restauration de type rapide (2 824 k€) ;
- Sudinvest., gestion de fonds (2 560 k€) ;
- Ubic Agencement, agencement de lieux de vente (1 881 k€) ;
- Société Nouvelle Le Prieuré Vla, hôtels et hébergement similaire (1 516 k€).

### Agriculture
La commune est dans la vallée du Rhône, une petite région agricole occupant la frange est du département du Gard. En 2020, l'orientation technico-économique de l'agriculture  sur la commune est la culture de fleurs et/ou horticulture diverse.
|               | 1988 | 2000 | 2010 | 2020 |
| ------------- | ---- | ---- | ---- | ---- |
| Exploitations | 37   | 17   | 8    | 11   |
| SAU (ha)      | 329  | 265  | 174  | 511  |

Le nombre d'exploitations agricoles en activité et ayant leur siège dans la commune est passé de 37 lors du recensement agricole de 1988  à 17 en 2000 puis à 8 en 2010 et enfin à 11 en 2020, soit une baisse de 70 % en 32 ans. Le même mouvement est observé à l'échelle du département qui a perdu pendant cette période 61 % de ses exploitations,. La surface agricole utilisée sur la commune a quant à elle augmenté, passant de 329 ha en 1988 à 511 ha en 2020. Parallèlement la surface agricole utilisée moyenne par exploitation a augmenté, passant de 9 à 46 ha.

## Culture locale et patrimoine

### Lieux et monuments
- La chartreuse Notre-Dame-du-Val-de-Bénédiction. Son architecture justifie à elle seule une visite.
- La collégiale Notre-Dame consacrée en 1333 (XIVe siècle) par le pape Jean XXII. Elle fut complétée par le clocher beffroi en 1362. L'édifice a été classé au titre des monuments historiques en 1862[58]. De nombreux objets sont référencés dans la base Palissy (voir les notices liées)[58].
- Église Sainte-Thérèse (impasse Marie Viroulet) de Villeneuve-lès-Avignon.
- Le fort Saint-André et l'ancienne abbaye bénédictine Saint-André.
- La tour Philippe-le-Bel.
- Le musée Pierre-de-Luxembourg qui abrite Le Couronnement de la Vierge d'Enguerrand Quarton.
- La chapelle des Pénitents gris. L'édifice a été classé au titre des monuments historiques en 1934[59].
- Chapelle Sainte-Casarie[60] du fort Saint-André.
- Chapelle de l'Hospice ( rue de l'Hôpital) de Villeneuve-lès-Avignon.
- Chapelle Notre-Dame-de-Consolation (Colline des Mourgues)
- Chapelle Notre-Dame-des-Sept-Douleurs (rue Pierre Semard).
- Église Saint-Pons, actuelle médiathèque (place Saint-Pons).
- Chapelle (boulevard Calmette).
- Ancienne livrée cardinalice d'Arnaud de Via[61]. L'édifice a été classé au titre des monuments historiques en 2002.

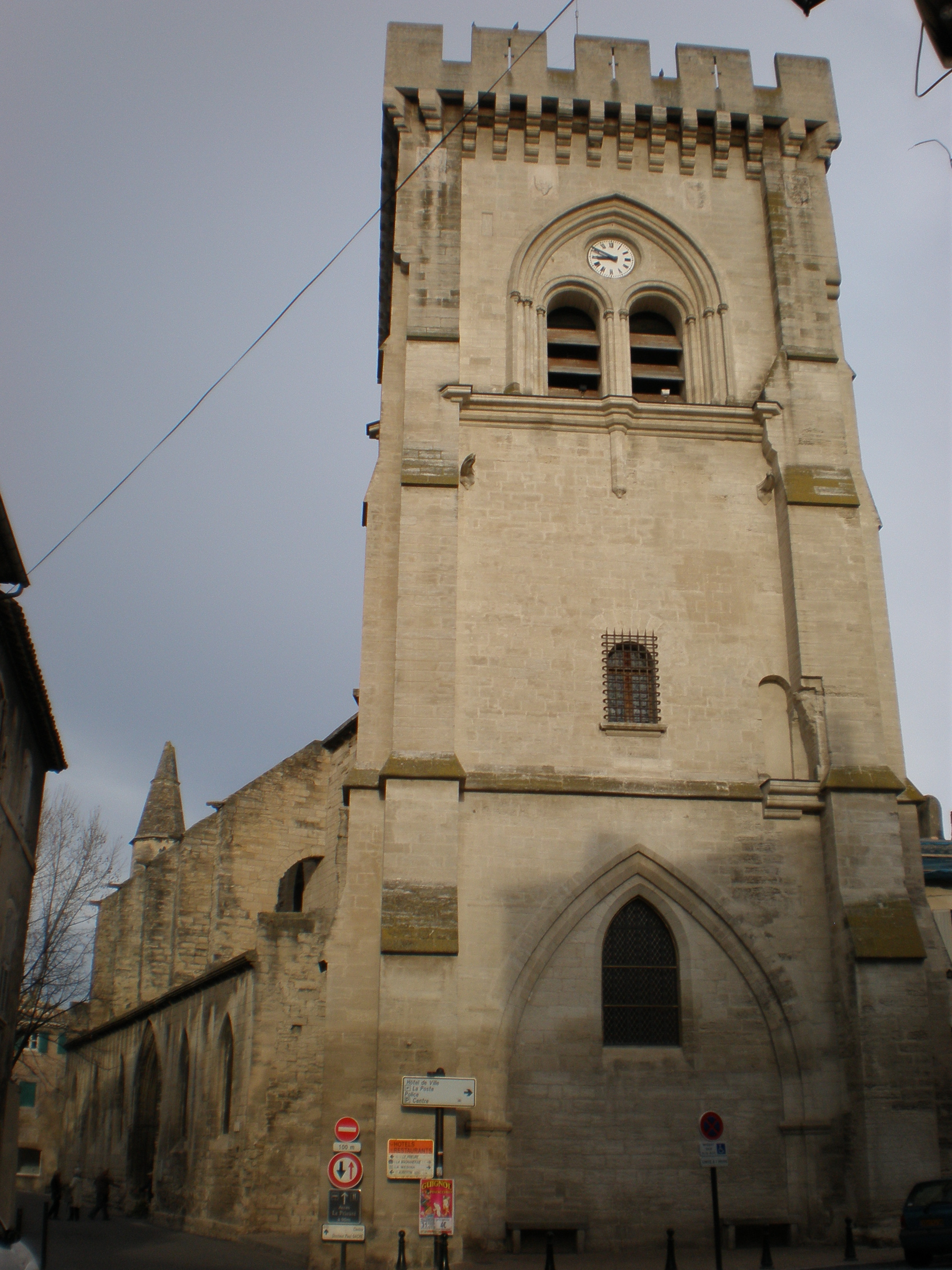
La collégiale Notre-Dame.
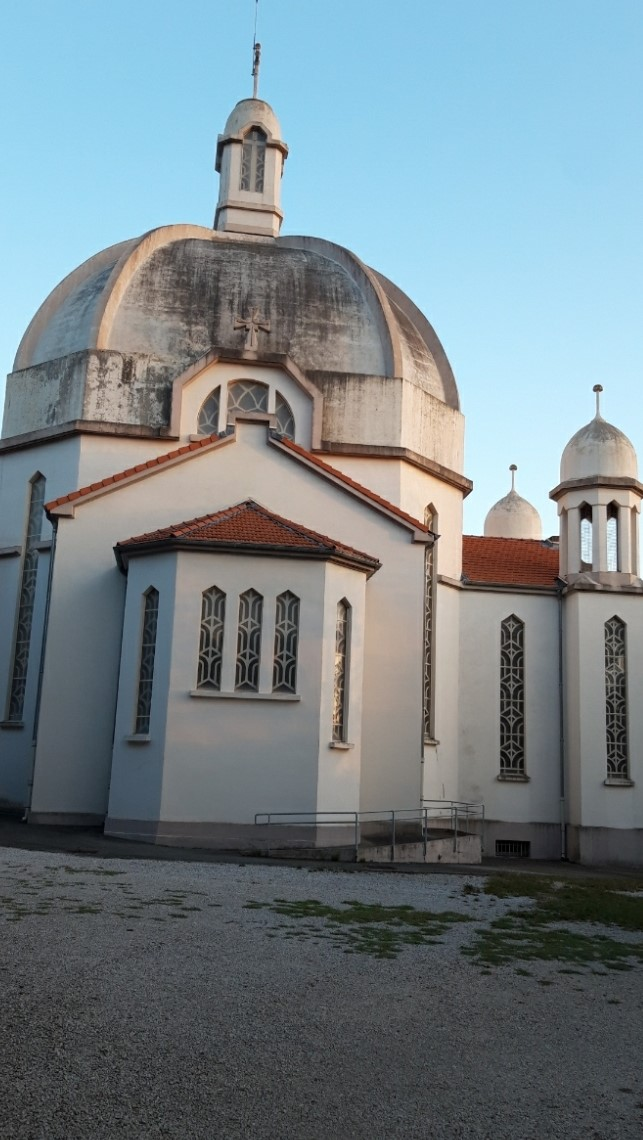
Église Sainte-Thèrese
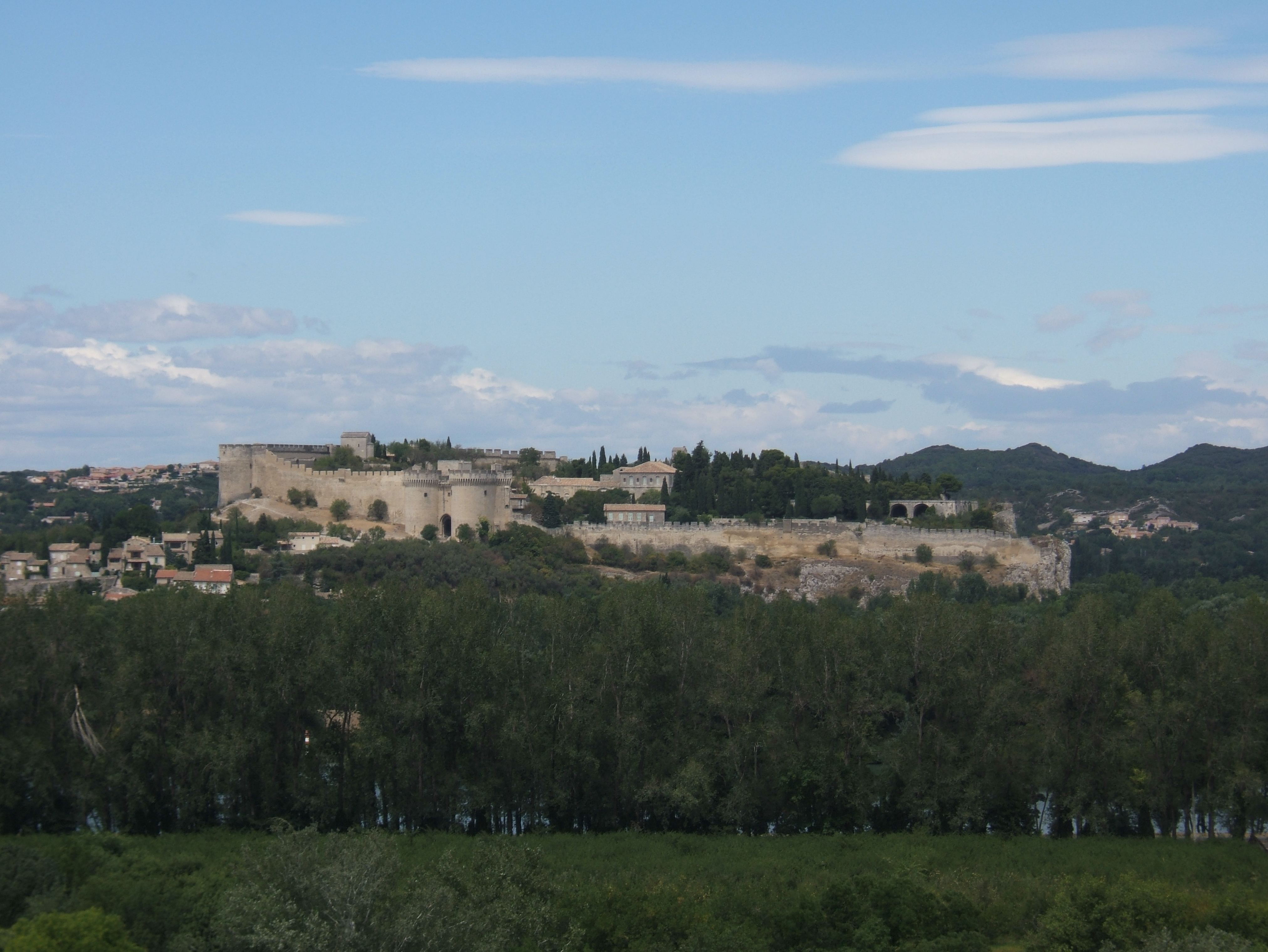
Vue sur le fort Saint-André depuis le rocher des Doms d'Avignon.
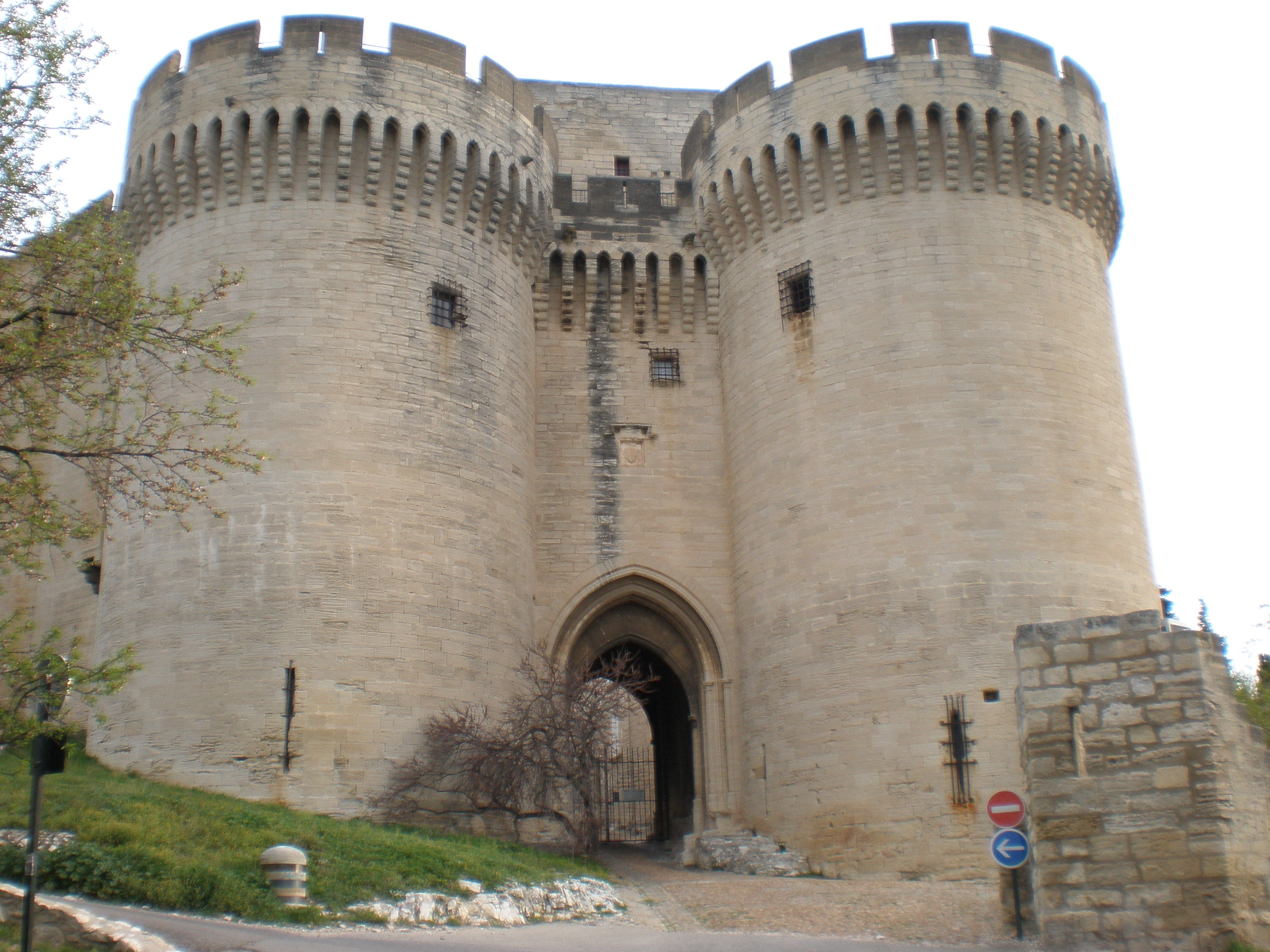
L'entrée du fort Saint-André.
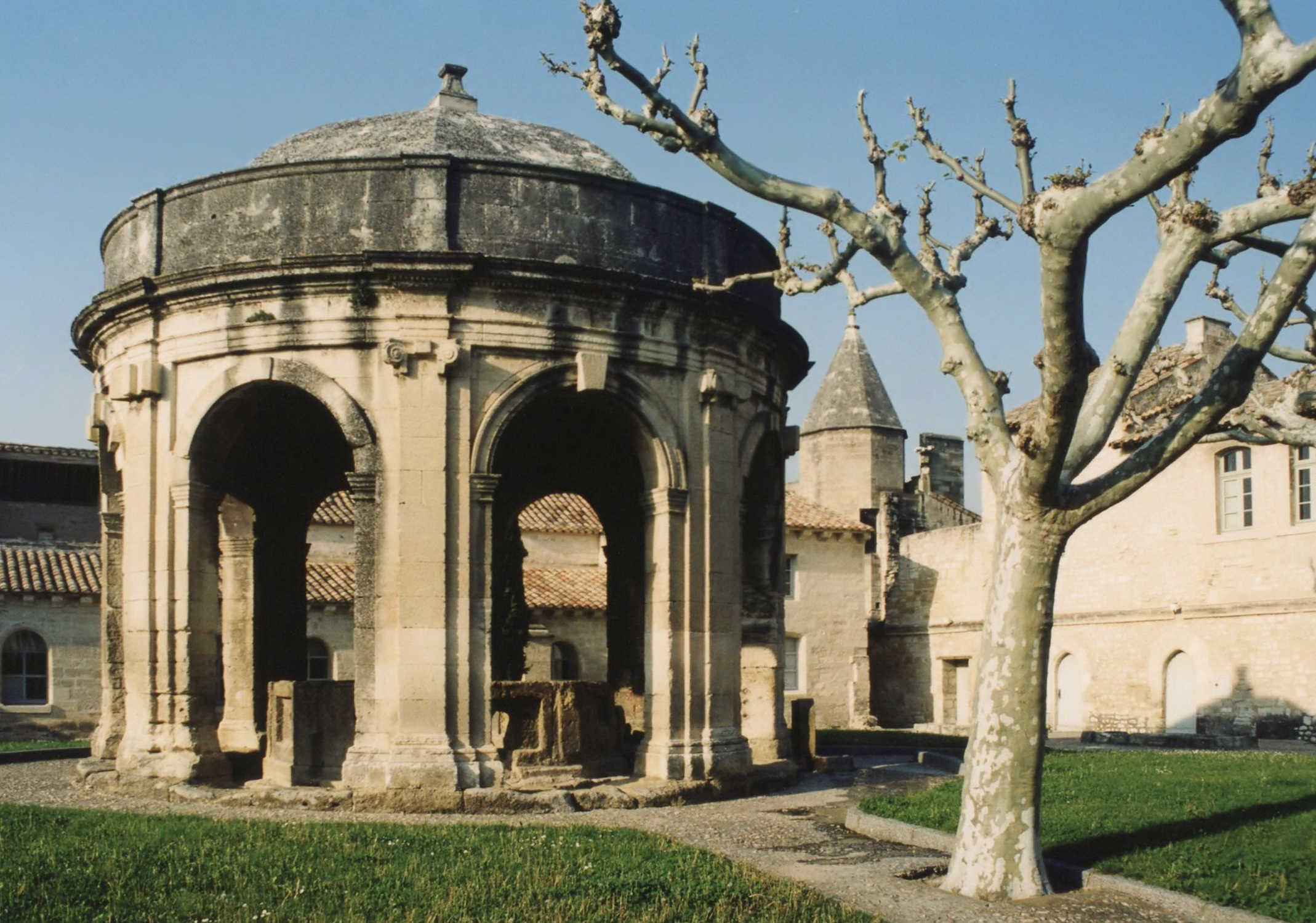
Chartreuse Notre-Dame-du-Val-de-Bénédiction.
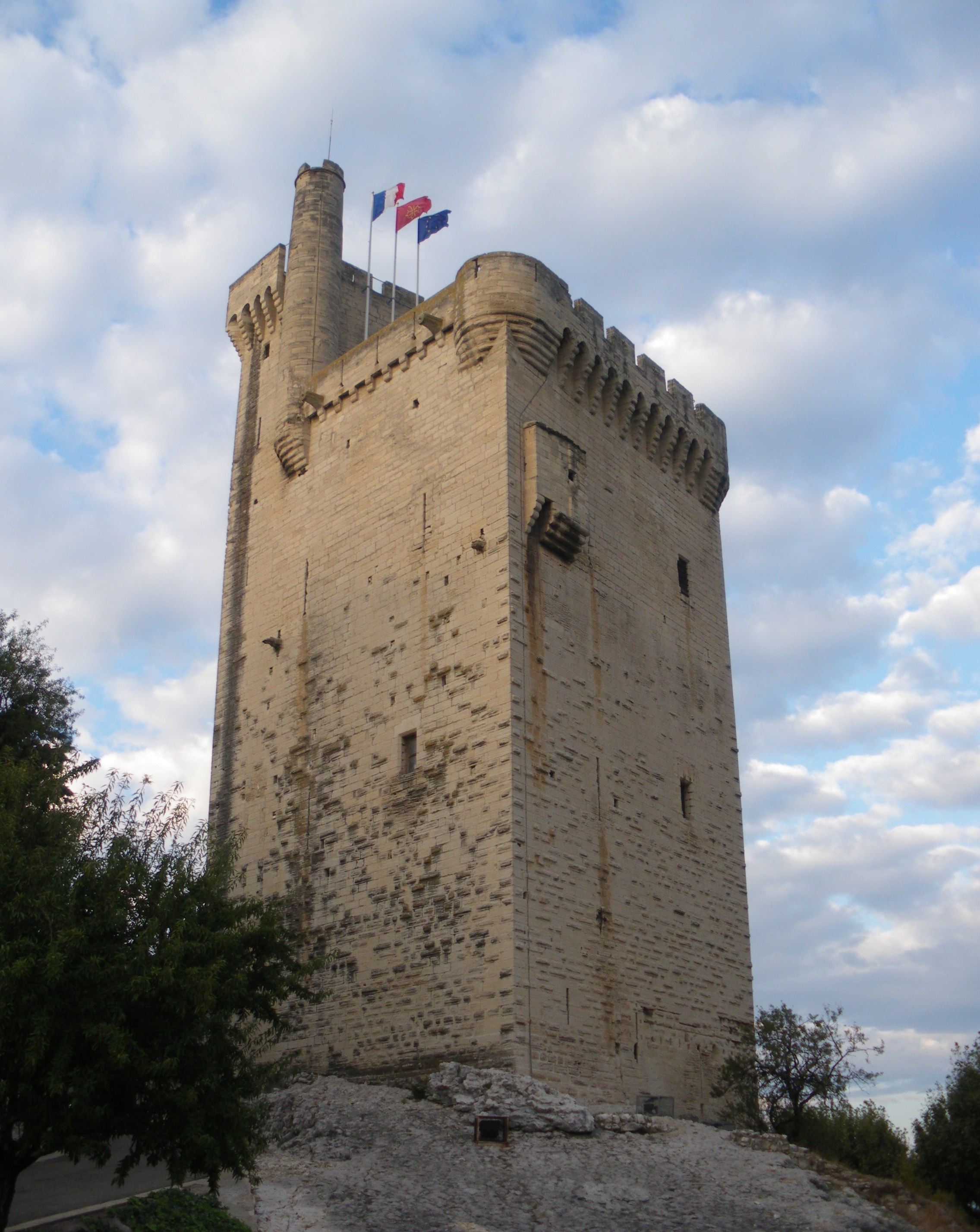
La tour Philippe-le-Bel.
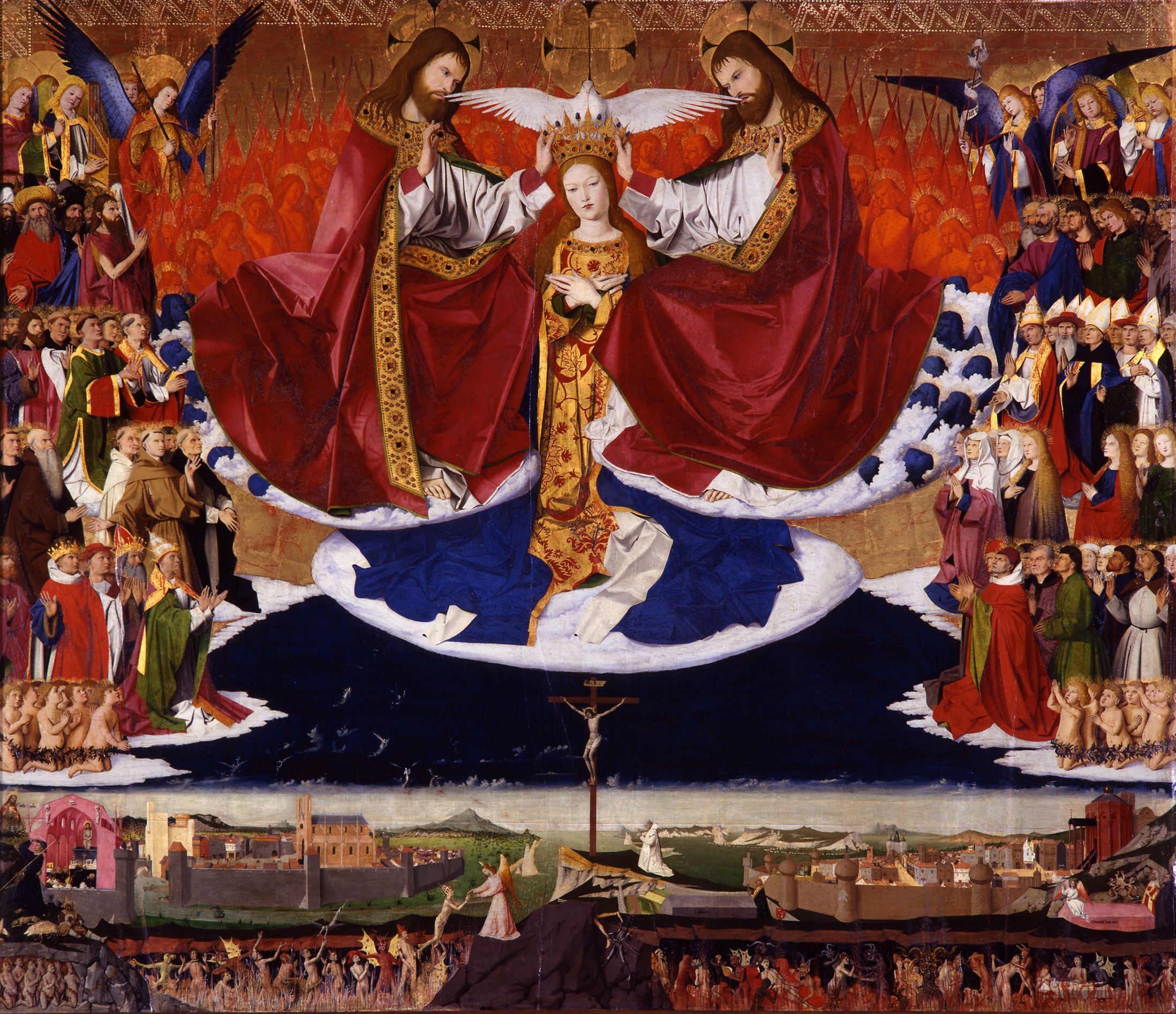
Le Couronnement de la Vierge (1453-1454), d'Enguerrand Quarton, chef-d'œuvre de la peinture française.
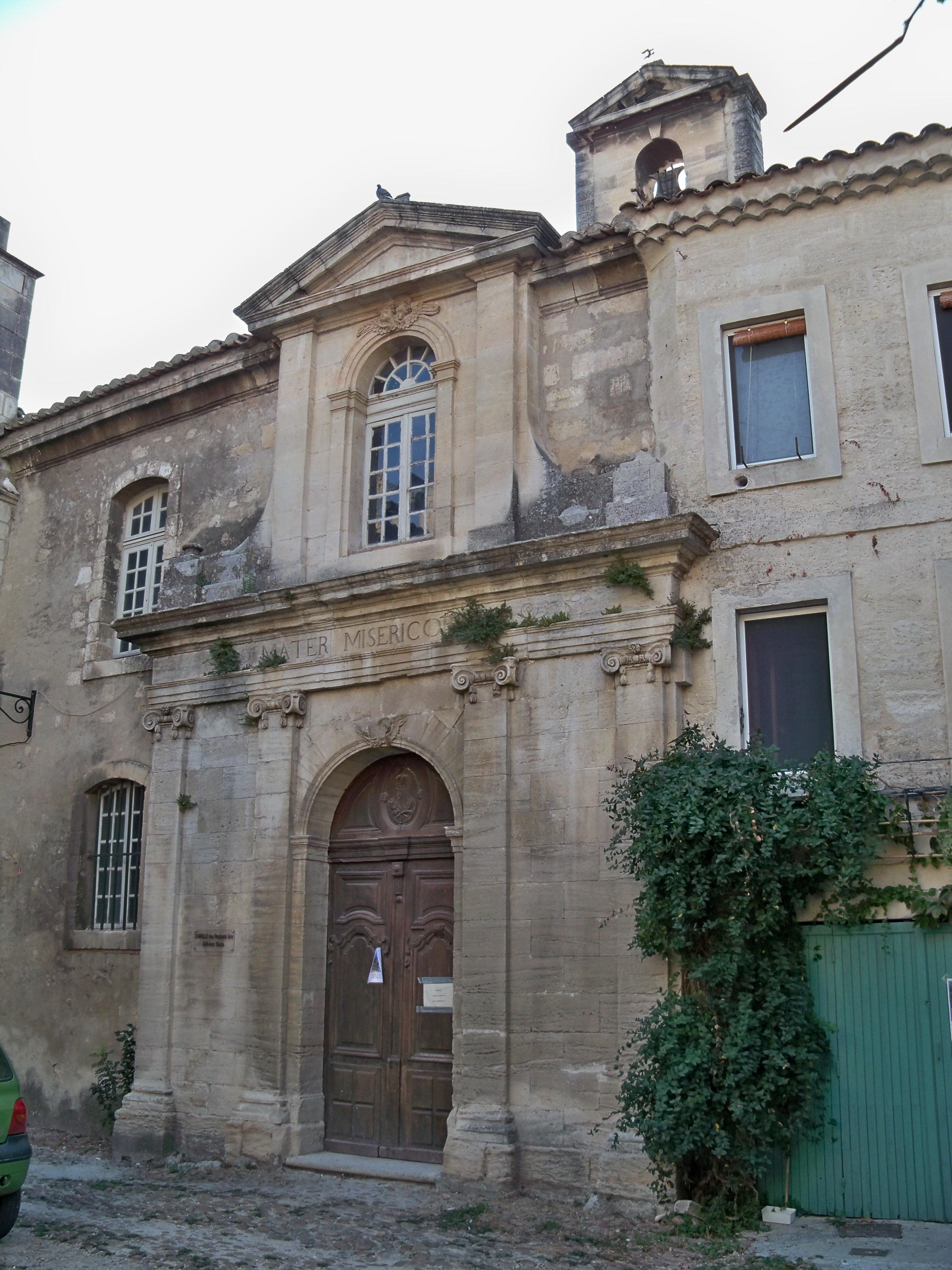
Chapelle des Pénitents gris de Villeneuve-lès-Avignon
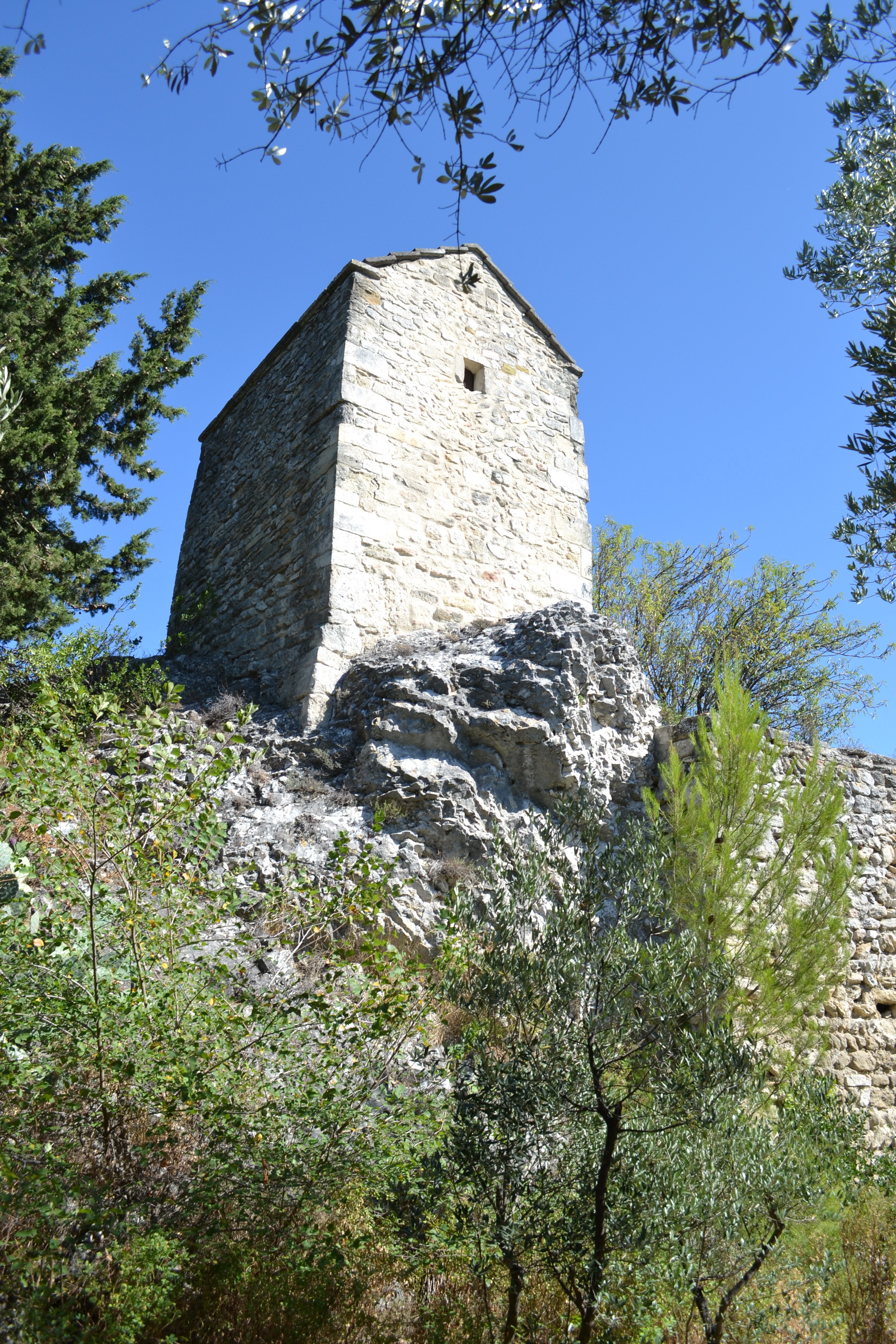
Chapelle Sainte-Casarie du fort Saint-André
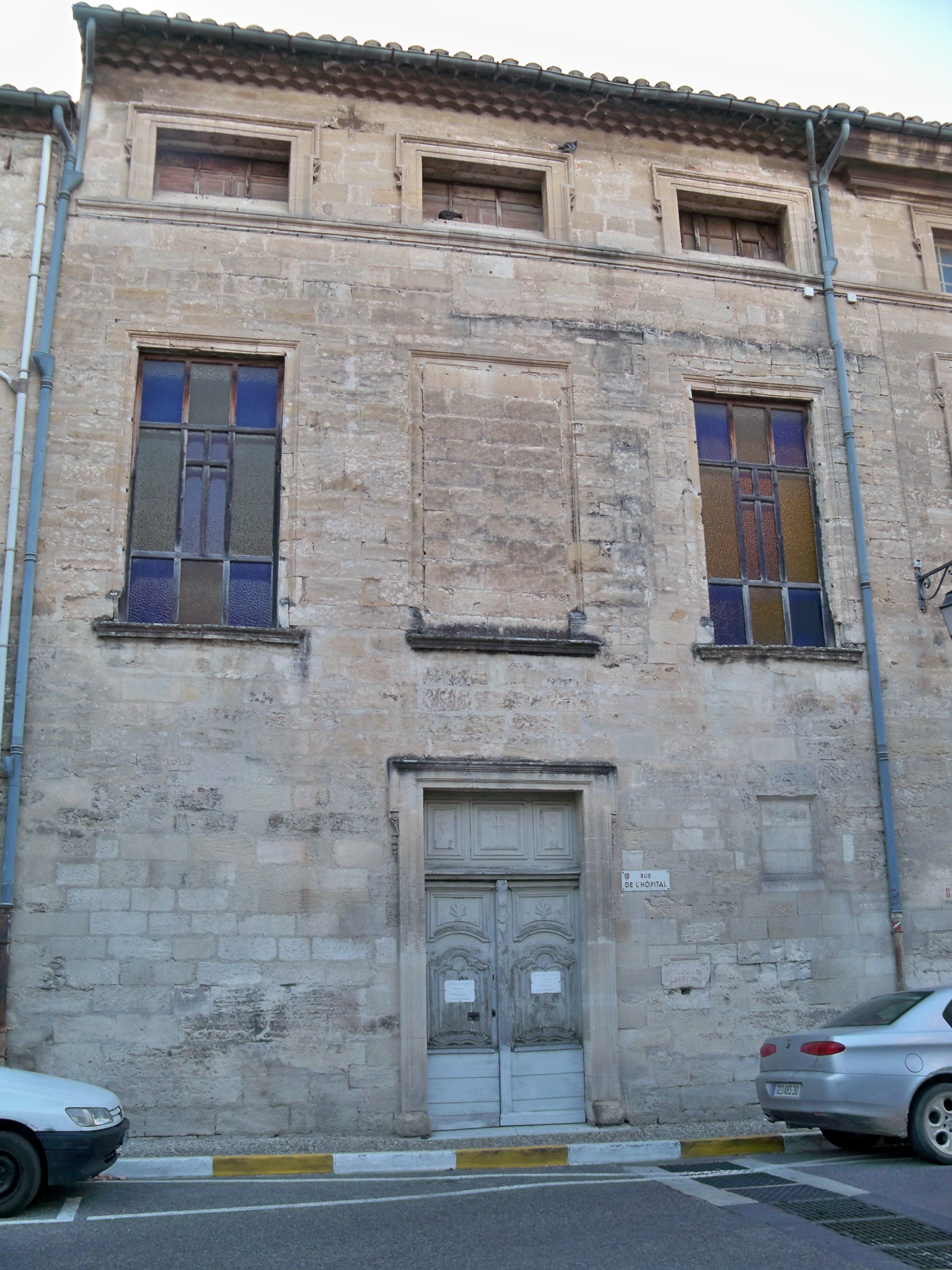
Chapelle de l'Hospice de Villeneuve-lès-Avignon

## Établissements d’enseignement
Enseignement général
- Lycée Jean-Vilar (établissement public local d'enseignement), du nom de Jean Vilar, ancien directeur du TNP. Il accueille environ 1 200 élèves de la seconde à la terminale depuis la rentrée 2007.
- Collège du Mourion (établissement public local d'enseignement).
- Institution Sancta Maria (depuis 1920) : école maternelle, primaire, collège (établissement catholique d'enseignement privé sous contrat d'association avec l'État)
- École primaire Joseph-Lhermitte (Hauts de Villeneuve)
- École primaire Montolivet (Bas de Villeneuve)

Enseignement artistique
- École de Musique de Villeneuve Yves-Marie-Bruel (association).
- Conservatoire de Danse de Villeneuve-lez-Avignon (association).

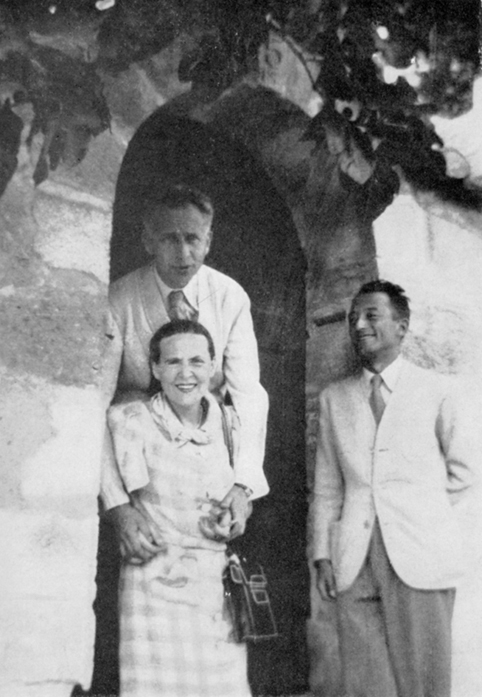
Pierre Seghers avec Aragon et Elsa Triolet à Villeneuve en 1941.

### Personnalités liées à la commune
- Pierre Germain (dit le Romain) (Villeneuve-lès-Avignon, 1703-1783), orfèvre
- Jean-Baptiste Alliaud (1782-1865), sculpteur né dans la commune
- Joseph Lhermite (1844-1920), dit Frère Savinien, pédagogue et écrivain français, précurseur de l'enseignement du provençal
- Joseph-Gaston Pouquery de Boisserin (1852-1920), homme politique, député de Vaucluse, et maire d'Avignon, mort à Villeneuve-lès-Avignon
- Pierre Bernac (1899-1979 à Villeneuve-lès-Avignon), chanteur classique, baryton
- Pierre Seghers (1906-1987), poète, résistant et éditeur
- Jean Sully-Dumas (1916-2014) grand couturier et costumier
- Yves-Marie Bruel (1922-2006), pianiste et compositeur
- Renée Elzière (1926-2016), danseuse étoile du ballet de l'Opéra d'Avignon
- Luis Álvarez (1929-1997), artiste peintre
- Jean-Marc Roubaud (né en 1951), homme politique
- Ahmed Kalouaz (né en 1952), écrivain
- Barack Obama (né en 1961), son épouse Michelle (1964-) et leurs filles y séjournent durant des vacances[62].
- Jean Alesi (né en 1964), pilote de Formule 1
- William Marx (né en 1966), écrivain
- Pascale Bories (né en 1969), femme politique
- Jérémie Azou (né en 1989), rameur français, champion olympique, ancien élève du collège du Mourion.

## Jumelages
| Ville | Ville       | Pays | Pays      | Période     |
| ----- | ----------- | ---- | --------- | ----------- |
|       | Gýthio      |      | Grèce     | depuis 1997 |
|       | Peníscola   |      | Espagne   | depuis 1972 |
|       | Rheinbach   |      | Allemagne | depuis 1969 |
|       | San Miniato |      | Italie    | depuis 1992 |